# Thahtay Kyun
Thahtay Kyun,también conocida como isla Son, es una pequeña isla de Birmania en el archipiélago de Mergui, en el mar de Andaman. La isla está justo al lado de Ranong, una ciudad en el sur de Tailandia y a rey Bayint Nbung (antes punta Victoria). La isla ha sido dada por el gobierno birmano en una concesión a largo plazo a un grupo de Tailandia para su desarrollo turístico. Un casino de cinco estrellas y campo de golf ahora funcionan en la isla.